# Олександр Халецький
Олександр Халецький (д/н — 1651) — державний діяч часів Речі Посполитої.

## Життєпис
Походив зі шляхетського українсько-білоруського роду Халецьких власного гребу. Другий син Дмитра Халецького, підскарбія великого литовського, і Регіни Дибовської.
Разом з братом Миколаєм Криштофом навчався в Лувенському університеті у видатного філософа Юста Ліпсія. Відзначався глибокою ерудицією та ораторськими здібностями.
1608 року повернувся до Речі Посполитої, де став придворним короля Сигізмунда III. Останній надав Олександру Халецькому маєтність Ростовляни на Гродненщині. Того ж року одружився з представницею польського роду Божимінських, отримавши як посаг віленське війтівство, на котрому його затвердив король 1610 року. 1612 року з братом поділив батьківську спадщину.
1620 року призначено королівським секретарем. Після цього відмовився від віленського війтівства, але ще певний час виконував ці обов'язки до передачі їх Т. Більдзюкевичу. 1623 року стає лідським маршалком. В 1627, 1629, 1632 роках обирається від Лідського повіту на сейми Речі Посполитої. У 1627 році був маршалком посольської ізби сейму. 1628 року від сеймику Троцького воєводства делеговано до Великого князівства Литовського (до 1632 року). 1629 року стає членом Скарбового Трибуналу.
Ймовірно у 1630-х роках померла його перша дружина. У 1638 році одружився вдруге — з представницею роду Дуніних-Раєцьких. Помер Олександр Халецький 1651 року.

## Родина
1. Дружина —Ганна. донька Мацея Божимінського.
Дітей не було.
2. Дружина — Гальшка Ельжбета, донька Гедеона Дунан-Раєцького, мінського воєводи.
Діти:
- Євстахій, чернець
- Гедеон Олександр (д/н—1696), новосельський староста